# Chlorochaeta barnsi
Chlorochaeta barnsi là một loài bướm đêm trong họ Geometridae.